# Campeonato Mundial de Esqui Estilo Livre de 2013 - Halfpipe masculino
A prova do halfpipe masculino do Campeonato Mundial de Esqui Estilo Livre de 2013 foi disputada entre os dias 4 e 5 de março em Voss na Noruega. Participaram 33 atletas de 15 nacionalidades.

## Medalhistas
| Ouro             | Prata                     | Bronze             |
| David Wise (USA) | Torin Yater-Wallace (USA) | Thomas Krief (FRA) |

## Resultados

### Qualificação
33 atletas participaram do processo qualificatório. Os 12 melhores avançaram para a final.
| Pos. | Bib | Esquiador              | Nacionalidade            | 1ª descida | 2ª descida | Melhor | Notas |
| ---- | --- | ---------------------- | ------------------------ | ---------- | ---------- | ------ | ----- |
| 1    | 11  | Matt Margetts          | Canadá                   | 90.0       | 39.6       | 90.0   | Q     |
| 2    | 2   | David Wise             | Estados Unidos           | 86.4       | 89.8       | 89.8   | Q     |
| 3    | 1   | Torin Yater-Wallace    | Estados Unidos           | 88.4       | 54.6       | 88.4   | Q     |
| 4    | 8   | Joffrey Pollet-Villard | França                   | 86.8       | 20.2       | 86.8   | Q     |
| 5    | 3   | Mike Riddle            | Canadá                   | 85.2       | 6.8        | 85.2   | Q     |
| 6    | 4   | Thomas Krief           | França                   | 83.8       | 34.8       | 83.8   | Q     |
| 7    | 10  | Antti-Jussi Kemppainen | Finlândia                | 80.4       | 83.2       | 83.2   | Q     |
| 8    | 12  | Simon Dumont           | Estados Unidos           | 83.0       | 8.8        | 83.0   | Q     |
| 9    | 5   | Aaron Blunck           | Estados Unidos           | 25.8       | 82.8       | 82.8   | Q     |
| 10   | 18  | Simon d'Artois         | Canadá                   | 80.6       | 64.2       | 80.6   | Q     |
| 11   | 7   | Noah Bowman            | Canadá                   | 78.2       | 79.0       | 79.0   | Q     |
| 12   | 6   | Kevin Rolland          | França                   | 78.6       | 67.0       | 78.6   | Q     |
| 13   | 37  | Beau-James Wells       | Nova Zelândia            | 77.8       | 65.2       | 77.8   |       |
| 14   | 16  | Peter Crook            | Ilhas Virgens Britânicas | 76.0       | 75.8       | 76.0   |       |
| 15   | 21  | Jon Anders Lindstad    | Noruega                  | 58.2       | 73.8       | 73.8   |       |
| 16   | 20  | Lyndon Sheehan         | Nova Zelândia            | 61.4       | 72.2       | 72.2   |       |
| 17   | 15  | Frederick Iliano       | Suíça                    | 71.2       | 60.6       | 71.2   |       |
| 18   | 22  | Murray Buchan          | Grã-Bretanha             | 65.8       | 68.8       | 68.8   |       |
| 19   | 9   | Josiah Wells           | Nova Zelândia            | 42.8       | 66.6       | 66.6   |       |
| 20   | 23  | Gurimu Narita          | Japão                    | 59.4       | 62.8       | 62.8   |       |
| 21   | 25  | Kristopher Atkinson    | Canadá                   | 37.8       | 61.0       | 61.0   |       |
| 22   | 26  | Pavel Nabokikh         | Rússia                   | 29.8       | 57.8       | 57.8   |       |
| 23   | 33  | Peter Speight          | Grã-Bretanha             | 56.2       | 34.4       | 56.2   |       |
| 24   | 17  | Kiyoshi Terada         | Japão                    | 51.4       | 44.6       | 51.4   |       |
| 25   | 32  | Nikolaj Najdenov       | Bulgária                 | 47.6       | 49.4       | 49.4   |       |
| 26   | 27  | Petr Kordyuk           | Rússia                   | 48.8       | 44.0       | 48.8   |       |
| 27   | 31  | Marc Christen          | Liechtenstein            | 47.0       | 45.0       | 47.0   |       |
| 28   | 13  | Kentaro Tsuda          | Japão                    | 45.4       | 42.4       | 45.4   |       |
| 29   | 30  | Artem Glebov           | Rússia                   | 15.6       | 42.4       | 42.4   |       |
| 30   | 24  | Kim Kwang-Jin          | Coreia do Sul            | 9.4        | 40.0       | 40.0   |       |
| 31   | 28  | Markus Kaiser          | Liechtenstein            | 22.4       | 38.6       | 38.6   |       |
| 32   | 19  | Nils Lauper            | Suíça                    | 25.4       | 20.0       | 25.4   |       |
| 33   | 34  | Konstantinos Liketsos  | Grécia                   | 19.0       | 12.6       | 19.0   |       |

### Final
Os 12 esquiadores disputaram no dia 5 de março a final da prova.
| Pos.              | Bib | Esquiador              | Nacionalidade  | 1ª descida | 2ª descida | Melhor |
| ----------------- | --- | ---------------------- | -------------- | ---------- | ---------- | ------ |
| Medalha de ouro   | 2   | David Wise             | Estados Unidos | 96.2       | 86.8       | 96.2   |
| Medalha de prata  | 1   | Torin Yater-Wallace    | Estados Unidos | 95.6       | 31.6       | 95.6   |
| Medalha de bronze | 4   | Thomas Krief           | França         | 93.6       | 94.2       | 94.2   |
| 4                 | 3   | Mike Riddle            | Canadá         | 72.6       | 89.2       | 89.2   |
| 5                 | 10  | Antti-Jussi Kemppainen | Finlândia      | 86.8       | 27.8       | 86.8   |
| 6                 | 5   | Aaron Blunck           | Estados Unidos | 84.2       | 28.4       | 84.2   |
| 7                 | 6   | Kevin Rolland          | França         | 28.2       | 80.8       | 80.8   |
| 8                 | 12  | Simon Dumont           | Estados Unidos | 78.4       | 16.0       | 78.4   |
| 9                 | 18  | Simon d'Artois         | Canadá         | 5.0        | 76.8       | 76.8   |
| 10                | 7   | Noah Bowman            | Canadá         | 13.6       | 76.2       | 76.2   |
| 11                | 11  | Matt Margetts          | Canadá         | 30.8       | 65.2       | 65.2   |
| 12                | 8   | Joffrey Pollet-Villard | França         | 9.4        | 32.2       | 32.2   |

Legenda
| Recorde mundial       | Recorde mundial (World record)               |                       | Recorde africano                      | Recorde africano (African) |                                           | Q | Classificado por posição (Qualified) |
| Recorde do campeonato | Recorde do campeonato (Championship record)  | Recorde da América    | Recorde da América (Americas)         | q                          | Classificado por melhor tempo (Qualified) |   |                                      |
| Melhor marca do ano   | Melhor marca do ano (World leading)          | Recorde asiático      | Recorde asiático (Asian)              | DNS                        | Não largou (Did not start)                |   |                                      |
| Recorde nacional      | Recorde nacional (National record)           | Recorde europeu       | Recorde europeu (European)            | DNF                        | Não terminou (Did not finish)             |   |                                      |
| Recorde pessoal       | Recorde pessoal do atleta (Personal best)    | Recorde da Oceania    | Recorde da Oceania (Oceania)          | DSQ / DQ                   | Desclassificado (Disqualified)            |   |                                      |
| Recorde da temporada  | Recorde da temporada do atleta (Season best) | Recorde sul-americano | Recorde sul-americano (South America) | NM                         | Sem marca (No mark)                       |   |                                      |